# Schulbuchverlag
Ein Schulbuchverlag ist ein auf Schulbücher und andere Bildungsmedien spezialisierter Verlag.

## Schulbuchverlage in Deutschland
Im Jahr 1619 begründete Wolfgang Ratke in Köthen den ersten deutschen Schulbuchverlag. Er wurde jedoch noch im selben Jahr inhaftiert und im nächsten Jahr des Landes verwiesen.
In der Bundesrepublik Deutschland gibt es eine große Vielfalt von Schulbüchern für die verschiedenen Schulfächer, Schuljahre, Schulformen und für die verschiedenen Bundesländer, in denen jeweils unterschiedliche Lehrpläne gelten. Die Schulbuchverlage vertreiben mindestens 40.000 verschiedene Schulbücher.
Die großen Schulbuchverlage in der Bundesrepublik Deutschland sind der Ernst Klett Verlag in Stuttgart, der Cornelsen Verlag in Berlin und die Westermann Verlagsgruppe in Braunschweig. Diese drei Konzerne teilen 90 % des Schulbuchmarkts unter sich auf. Der Rest des Markts besteht aus zirka 70 unabhängigen Schulbuchverlagen, wie z. B. dem Mildenberger Verlag aus Offenburg.
Der Berufsschulbuchmarkt wird vom Bildungsverlag EINS (Köln) beherrscht, in dem verschiedene früher selbstständige Berufsschulverlage aufgingen wie der Stam Verlag, der Gehlen-Verlag, der Kieser-Verlag und andere. Seit 2013 gehört der gesamte Verlag zur Westermann Gruppe. 

### Schulbuchverlage in der früheren DDR
In der DDR verfügte der Volk und Wissen Verlag über ein Quasi-Monopol bezüglich der Produktion von Schulbüchern.